# Synagoge (Göcklingen)
Die Synagoge in Göcklingen, einer Ortsgemeinde im Landkreis Südliche Weinstraße in Rheinland-Pfalz, wurde um 1850 errichtet. Die profanierte Synagoge an der Schulstraße 17/Ecke Heuchelheimer Straße ist ein geschütztes Kulturdenkmal.

## Geschichte und Beschreibung
Der giebelständige, zweigeschossige Putzbau besitzt noch mehrere Rundbogen- und Segmentbogenfenster, die an die Nutzung als Gotteshaus erinnern.
Als die Zahl der jüdischen Gemeindemitglieder Ende des 19. Jahrhunderts stark zurückgegangen war und kein Minjan mehr zustande kam, wurde das Gebäude an einen Winzer verkauft, der die ehemalige Synagoge als Wirtschaftsgebäude nutzte. Der ursprüngliche Eingang an der Straßenseite wurde zugemauert und später teilweise mit Glasbausteinen vermauert. In den 1980er Jahren wurden im Dachgeschoss Wohnungen eingerichtet. Dabei wurde die noch vorhandene Deckenbemalung des Betsaales beseitigt.
Am Gebäude ist eine einfache Informationstafel angebracht.